# Anne Armstrong
Pour les articles homonymes, voir Armstrong.
Ne doit pas être confondu avec Anne W. Armstrong.
 (mars 2025).
Si vous disposez d'ouvrages ou d'articles de référence ou si vous connaissez des sites web de qualité traitant du thème abordé ici, merci de compléter l'article en donnant les références utiles à sa vérifiabilité et en les liant à la section « Notes et références ».
Anne Legendre Armstrong, née le 27 décembre 1927 à La Nouvelle-Orléans (Louisiane) et morte le 30 juillet 2008 à Houston (Texas), est une femme politique et diplomate américaine. Membre du Parti républicain, elle est la première femme à devenir conseillère du président des États-Unis entre 1973 et 1974 (Richard Nixon et Gerald Ford), ambassadrice des États-Unis au Royaume-Uni entre 1976 et 1977 puis directrice du Conseil consultatif du renseignement étranger pour le président entre 1981 et 1990, sous les présidences de Ronald Reagan et George H. W. Bush.

## Biographie
Anne Armstrong sort diplômée du Vassar College en 1949. En 1950, elle épouse Tobin Armstrong et le couple déménage dans le comté de Kenedy (Texas). De 1966 à 1968, elle est vice-présidente du Parti républicain du Texas. De 1971 à 1973, elle est coprésidente du Comité national républicain et oratrice principale de la convention nationale républicaine de 1972 (elle devient ainsi la première femme de l'un des deux principaux partis américains à effectuer un tel discours lors d'une convention nationale). 
Le 19 décembre 1972, le président Richard Nixon la nomme conseillère, la première femme à occuper cette fonction. Elle est reconduite jusqu'en décembre 1974, sous la présidence de son successeur Gerald Ford. Elle en profite pour créer le premier programme de la Maison-Blanche à destination des femmes, l'ancêtre du Conseil de la Maison-Blanche sur les femmes et les jeunes filles (White House Council on Women and Girls). Parlant couramment l'espagnol, elle assure la liaison entre le pouvoir exécutif et la communauté hispano-américaine ; elle est ainsi membre d'un comité travaillant sur le sujet. 
De 1976 à 1977, elle est ambassadrice des États-Unis au Royaume-Uni, la première femme à occuper ce poste. Lors de la convention républicaine de 1976 à Kansas City (Missouri), Anne Armstrong figure parmi les candidats potentiels à la nomination à la vice-présidence des États-Unis, aux côtés du président sortant Gerald Ford. C'est finalement le sénateur Bob Dole qui est choisi. En 1978, elle soutient George W. Bush, qui remporte sa première victoire électorale, lors de la primaire républicaine contre Jim Reese, dans le 19e district du Texas. Bush perd cependant ensuite le scrutin contre le démocrate Kent Hance.
En 1981, elle devient directrice du Conseil consultatif du renseignement étranger pour le président, poste qu'elle occupe jusqu'en 1990, sous les présidences de Ronald Reagan et George H. W. Bush.
En 1978, elle reçoit un doctorat honoris causa de l'université Sainte-Marie (en) (Texas). En 1986, elle est intronisée dans le Temple de la renommée des femmes du Texas. En 1987, Ronald Reagan la décore de la médaille présidentielle de la Liberté.
Au-delà de ses activités politiques, elle a siégé dans les conseils d'administration de plusieurs sociétés américaines, comme American Express, Boise Cascade, Halliburton et General Motors. Elle a aussi été membre des conseils d'administration d'organisations à but non lucratif, telles que le Center for Strategic and International Studies, la fondation du Rothermere American Institute (en) et l'université d’Oxford.
Elle meurt d'un cancer à Houston en 2008. Elle est enterrée au cimetière d'Oakwood, à Austin (Texas). Elle avait cinq enfants : John Barclay Armstrong II, Sarita Hixon, Tobin Armstrong Jr., Katharine Love et James L. Armstrong.

## Sources
- (en) Cet article est partiellement ou en totalité issu de l’article de Wikipédia en anglais intitulé « Anne Armstrong » (voir la liste des auteurs).